# Свети Йоан Кръстител (Крушево)
„Свети Йоан Кръстител“ (на македонска литературна норма: „Свети Јован Крстител“) е църква в град Крушево, построена през 1904 година в центъра на града, на Чаршията, и запазена в оригиналния си вид до днес. В началото на ΧΧ век църквата е на румънската община в града и затова и до днес е известна като Влашката църква. Днес е част от Крушевско-Демирхисарска епархия на Македонската православна църква – Охридска архиепископия.
В църквата няма живопис и в интериора ѝ доминира големият дървен иконостас, изработен от Лазар и Нестор Алексиеви за около четири години. Иконостасът е обявен за паметник на културата. В църквата са пренесени фрески и икони от църквата „Свети Атанасий“ в Локвени от 1627 година.